# Закон об авторском праве США (1790)
Закон об авторском праве 1790 года (англ. Copyright Act of 1790) — первый Федеральный закон, регулирующим авторское право в Соединённых Штатах Америки. Поставленной задачей закона стало "поощрение обучения, " и это достигалось путём обеспечения автору «исключительного права на свободу печати, переиздания и торговли» для произведений на срок 14 лет, с правом пролонгации на один дополнительный срок в 14 лет, если владелец авторских прав жив.

## Ранние разработки
Принятый в 1710 году британский Статут королевы Анны, регламентирующий авторские права, не распространялся на американских колонии. Экономики колоний были в основном аграрными, поэтому необходимости в подобном законе не возникало, в результате чего только три местных закона об авторском праве действовали на территории некоторых колоний в Америке вплоть до 1783 года. Двое из этих законов были ограничены до семи лет, третий ограничивался сроком на пять лет.
В 1783 году комитет Континентального конгресса пришёл к выводу, что:
Нет ничего более собственного для человека, чем плод его исследования, и что защита и безопасность литературной собственности в значительной степени, как правило, поощряет гения и содействует полезным открытиям.
Несмотря на это, в соответствии со Статьями Конфедерации, у Континентального Конгресса не было полномочий издать отдельный закон об авторском праве. Временным выходом из ситуации стала резолюция, призывающую штаты защищать права авторов и издателей в течение не менее чем четырнадцати лет с момента первой публикации. К 1783 году три штата уже приняли свои статуты авторского права ещё до резолюции Конгресса, а в течение последующих трёх лет подобные статуты были приняты в оставшиеся штатах, исключением стал Делавэр. Семь из тринадцати штатов приняли Статут королевы Анны и резолюцию Конгресса федерации. После этого авторы в этих штатах могли продать издательствам право на издание произведений сроком на 14 лет, а по его истечении, продлить ещё на столько же. В пяти оставшихся штатах авторские права действовали четырнадцать лет и двадцать один год без права продления.

## Закон об авторском праве
На Филадельфийском конвенте в 1787 году Джеймс Мэдисон (представитель от Вирджинии) и Чарльз Коутсуорт Пинкни (представитель от Южной Каролины) представили предложения, которые позволили бы Конгрессу полномочия выдавать авторские права в течение ограниченного времени. В итоге это предложение перелилось в пункт об авторском праве Конституции Соединённых Штатов Америки. После принятия Конституции, Конгресс подготовил Закон об авторском праве, принятым в 1790 году. Закон предоставлял авторам исключительное право на публикацию и продажу «карт, графиков и книг» сроком на 14 лет. Срок мог быть продлён ещё на 14 лет, если автор был ещё жив. За исключением положения о картах и схемах Закон об авторском праве 1790 года почти дословно копировал текст Статута королевы Анны.
Законопроект обсуждался и прошёл во Второй Сессии Конгресса, созываемой 4 января 1790 года. Он был подписан как закон от 31 мая 1790 первым президентом США Джорджем Вашингтоном, и опубликован в полном объёме на всей территории страны вскоре после этого. По современным меркам закон был маленьким по объёму, он поместился в одной колонке в бостонской газеты Columbian Centinel. Текст закона описывает только книги, карты и графики. Хотя музыкальные произведения не были упомянуты в тексте закона и не будут объектом авторского права до принятия Закона об авторском праве 1831 года, они регистрировались как книги. Закон также не упоминал картины и рисунки, которые не были объектами авторского права до вступления в силу Закона об авторском праве 1870 года.

### Положения
Большая часть закона была позаимствована из британского Статута королевы Анны. Первые положения двух законов практически идентичны. Оба закона в обязательном порядке требуют регистрации авторских прав, чтобы получить защиту при их нарушении. Также оба закона требуют от регистрирующего копию его работы на хранение в национальные библиотеки, в Библиотеку Конгресса в США и библиотеки Оксфордского и Кембриджского университетов в Великобритании. И в британском Статуте и в американском Законе срок охраны интеллектуальной собственности составлял 14 лет с возможностью продления, однако в год вступления в силу Закона в США (1790), все опубликованные до этого работы получили 21-летний срок охраны с момента публикации без возможности продления.

### География деятельности
Закон об авторском праве 1790 года применялся исключительно к гражданам Соединённых Штатов. Иностранцам и произведениям, напечатанным за пределами США не могла быть оказана никакая защита авторских прав вплоть до принятия Закона о международном авторском праве 1891 года. Чарльз Диккенс жаловался на дешёвые американские подделки его книг, за которые он не получал никаких отчислений.

### Федеративность закона
Произведения получали защиту авторским правом в соответствии с федеральным законом только в том случае, если автором соблюдались установленные законом формальности, такие как уведомления об авторских правах. Если формальности не соблюдались, работа переходила в общественное достояние. В 1834 году в Верховном суде было рассмотрено дело Уитона против Петерса. Возможность регулирования авторского права общим правом штатов судьями под сомнение не ставилась, так как не было единогласного мнения по поводу существования федерального общего права. В решении суда авторское право представляло собой законодательную монопольную привилегию, которая направлена на получение автором выгоды от своей работы в течение определенного времени.